# Letní stadion (Chomutov)
Letní stadion na Zadních Vinohradech je fotbalový stadion, který se nachází v severočeském Chomutově. Pro své domácí zápasy jej používá fotbalový klub FC Chomutov. Má kapacitu 4 800 diváků a byl otevřen v roce 2012. Stadion je součástí velkého sportovního komplexu, do nějž patří i blízký atletický stadion.